# Передумови та причини російсько-української війни

## Прогнозування майбутньої війни
Після війни 2008 року проти Грузії низка експертів передбачала, що наступна війна буде в Україні. Так статті опублікували: The Washington Times, Український тиждень.

## Причини протистояння

### Геополітичні причини
Одразу після розпаду СРСР політикум Росії взяв курс на відновлення впливу Росії на пострадянські країни. Спершу цей вплив був спрямований проти України, вихід якої з СРСР, власне, і призвів до його розпаду. Причини, що спонукали російський політикум до відродження екс-СРСР, є досить складними: від імперської ментальності росіян, скерованої не на розбудову власної держави, а на поневолення сусідніх народів, і до бажання зберегти під власним контролем виробничі потужності колишнього СРСР та гарантовані ринки збуту. Таким чином відносини з Україною в Росії традиційно розглядалися в контексті власних глобальних геополітичних інтересів.
Одним із геополітичних факторів є протиборство Росії та України за контроль на Азовському морі, що, зокрема, вилилося в Конфлікт щодо острова Тузла у 2003 році.
З листопада 2013 року, коли Віктор Янукович заблокував законодавчо закріплений курс на Європейську інтеграцію та коли почалася в країні Революція гідності, кремлівська пропаганда еволюціонувала у відверто шовіністичну, агресивно імперську та брехливу інформаційну війну проти України, яка мала за мету підготувати суспільну думку у світі до зовнішньої агресії Російської Федерації щодо України.

### Прагнення російської влади підкорити Україну
Як заявив полковник ФСБ І́гор Гіркін, російська влада ще в 2000-х роках розпочала спроби встановлення економічного контролю над Україною, щоб "купити її з тельбухами". За його інформацією, для цього Путін дозволив російським олігархам та чиновникам скупити значну частину всієї української власності.
Росія активно підтримувала сепаратизм на Донбасі ще в 2004 році. У 2004 році відбувся захід під назвою «Перший Всеукраїнський з'їзд», де сепаратисти відкрито обговорювали створення незалежної республіки на сході України. Республіка мала охопити всі російськомовні регіони України. На з'їзді були присутні у тому числі високопосадовці з Росії (мер Москви Юрій Лужков), Янукович та українські олігархи. Подібні заходи були організовані у 2008 та 2012 роках, кожного разу – за участю високопоставлених політиків з Росії.
У 2008 році Юрій Лужков заявив, що питання державної приналежності Севастополя залишилося невирішеним, і Росія це питання вирішуватиме на користь свого "державного права".
Інформаційна війна проти України ведеться всіма можливими засобами, а її непрямими жертвами виявляються не тільки українці. Як приклад, загальновідомий вислів Володимира Путіна, адресований Президенту США Джорджу Бушу: «Ти ж розумієш, Джордже, що Україна — це навіть не держава! Що таке Україна? Частина її територій — це Східна Європа, а частина, і значна, подарована нами!» (З розмови Володимир Путіна та Джорджа Буша, Бухарест, 2-4 квітня 2008).
Початок російсько-української війни в 2014 році фактично ознаменував прагнення Росії посилити вплив на Україну, яка Революцією Гідності започаткувала геополітичний розворот на Захід. Традиційно для Росії цей вплив почав здійснюватись у формі гібридної (фактично — неоголошеної) війни, що межує з державним тероризмом. Таким чином, інформаційна війна, яку Росія активізувала з початком російської збройної агресії, направлена на інформаційне забезпечення сепаратистського руху на сході України, послаблення контролю центральної влади, створення проблем безпекового та економічного характеру.

## Колаборація і її причини
У червні 2019 Олександр Турчинов, який у лютому-травні 2014 виконував обов'язки Президента України, оприлюднив відсоток зрадників по різним силовим структурам під час захоплення Криму:
- Збройні сили України — 70 %,
- Міністерство внутрішніх справ України — 99 %,
- Державна прикордонна служба України — 70 %,
- Служба безпеки України — 90 %,
- Управління державної охорони України — 95 %

Основними причинами зрадництва були:
- Безперешкодна робота російської пропаганди в Україні і особливо у Криму напередодні і під час інтервенції, існування антиукраїнських організацій, толерантне відношення української влади до цих явищ протягом багатьох років; при цьому — відсутність системної проукраїнської пропаганди.
- Більш високий рівень грошового забезпечення російських військовослужбовців, особливо у Криму, де вони на той час отримували ще й окремі надбавки як за службу за кордоном, взагалі меркантильні міркування (зокрема, збереження житлової площі і т. ін.)
- Індивідуальна вербувальна робота російських спецслужб (іноді — відвертий підкуп), спрямована на керівний склад українських силових структур, командирів військових частин[12]
- Невизначеність політичного статусу української влади у зв'язку з втечею у лютому президента В.Януковича до Росії, а також всіх керівників силових структур.
- Неспроможність нової української влади надати дієву підтримку оточеним у Криму частинам у зв'язку з відсутністю достатніх сил і засобів і, можливо, політичної волі.

Одним з перших резонансних випадків державної зради став відкритий перехід на бік ворога 2 березня 2014 р. командувача ВМС ЗС України Дениса Березовського, тільки напередодні, 1 березня, призначеного на цю посаду.
Також на бік окупантів перейшли майже всі інші державні службовці (судді, прокурори, чиновники адміністрацій).
На Донбасі найбільш відомими зрадниками стали:
- Ходаковський Олександр Сергійович — колишній командир донецької «Альфи» СБУ, активно підтримував російських загарбників, у травні 2014 створив терористичне озброєне угруповання «батальйон «Восток» і активно втрутився у боротьбу за владу на окупованій росіянами території Донецької області.
- Штепа Неля Ігорівна — міський голова Слов'янська, член «Партії регіонів», відкрито стала на бік терористів угрупування Гіркіна, які у квітні 2014 захопили місто і вимагала від мешканців міста, також підтримувати їх.
- Царьов Олег Анатолійович — народний депутат України, член «Партії регіонів». Ще навесні 2014 р. намагався вести проросійську політичну діяльність в Україні, зокрема, намагаючись виправдовувати окупантів у медіа-просторі, підтримувати антиукраїнських активістів. 26 червня 2014 року обраний «спікером парламенту» Союзу народних республік — об'єднання терористичних організацій ДНР і ЛНР. В Україні перебуває у розшуку.

## Матеріали
- Will Russia-Ukraine be Europe's next war? («Чи станеться між Росією та Україною наступна війна в Європі?»). Стаття-прогноз «The Washington Times» за 12 жовтня 2008.
- Гай-Нижник П. П. Росія проти України (1990—2016 рр.): від політики шантажу і примусу до війни на поглинання та спроби знищення. — К.: «МП Леся», 2017. — 332 с. ISBN 978-617-7530-02-1
- Агресія Росії проти України: історичні передумови та сучасні виклики / Кер. проекту, упоряд. і наук. ред. П. П. Гай-Нижник; Авт. кол.: П. П. Гай-Нижник, Л. Л. Залізняк, І. Й. Краснодемська, Ю. С. Фігурний, О. А. Чирков, Л. В. Чупрій. Міністерство освіти і науки України; Науково-дослідний інститут українознавства. — К.: «МП Леся», 2016. — 586 с. — ISBN 978-966-97599-0-0.
- Мателешко Ю. П. Причини краху російської «м’якої сили» в Україні // Формат розвитку відносин України та країн Центральної Європи у контексті російсько-української війни: матеріали VII Міжнародної науково-практичної конференції (м. Ужгород, 23 вересня 2022 р.). – Ужгород: ТОВ «РІК-У», 2022. – С. 41–43.
- Ситник О. Історичні витоки російсько-української війни 2014—2017 років // Східноєвропейський історичний вісник. — 2017. — Вип. 2. — С. 71—81.